# 酸素発生
本稿では、化学反応による酸素分子の発生について述べる。酸素発生の機構には、光合成の際に行われる水の酸化、水の電気分解の結果水素と共に発生する酸素、酸化物やオキソ酸からの電極触媒酸化などがある。

## 天然における酸素発生
光合成による酸素発生は、地球の大気に呼吸可能な酸素が蓄積した重要な過程である。この反応は、藍藻や緑藻、植物の葉緑体中での光合成の光化学反応の一部である。この反応では、光合成のために光エネルギーを利用して水分子を酸化して、水分子中の水素をプロトンと電子に開裂させ、プロトンはATPの合成などに活用し、電子は電子伝達系へと供与した電子の補充に使うなどする。一方で、水素を奪われた水からは副産物として自由酸素が発生し、最終的に大気中に放出される。

### 生化学反応
光合成の電子供与体として水を用いた場合の酸素発生は、水から酸素への光依存酸化により起こり、以下の単純な式で表せる。
2H2O {\displaystyle \longrightarrow } 4e- + 4H+ + O2
この反応は、4つの光子のエネルギーを必要とする。酸化された水分子に由来する電子は、電子伝達鎖で光依存励起とプラストキノンへの蛍光共鳴エネルギー移動により除去された光化学系IIのP680の電子と置き換わる。したがって、光化学系IIは、水-プラストキノンオキシドレダクターゼとも呼ばれる。プロトンはチラコイドルーメンに放出され、チラコイド膜を通したプロトンの濃度勾配の形成に寄与する。このプロトンの濃度勾配は、光リン酸化によるATP合成の駆動力となり、光エネルギーの吸収及び水の酸化とともに光合成の化学エネルギーを作り出す。

### 酸素発生複合体
水の酸化は、酸素発生複合体として知られるマンガン含有補因子を含む光化学系IIにより触媒される。つまり、マンガンを反応中心としたマンガンクラスタと呼ばれる部分に2分子の水が供給されて、この水分子から4つの電子を奪い取り、4つのプロトンと1分子の酸素とに分解する。したがって、マンガンは植物の光合成にとって重要な補因子である。ただし、この反応が起こるためには、カルシウム及び塩素も必要である。
X線結晶構造解析のデータにより、酸素発生複合体及びそのマンガンクラスタの構造と活性機構が推定された。分光学的な観察により、酸素発生には、核部分の3つのマンガンイオンと1つのカルシウムイオンのクラスタとさらに1つのマンガンが関与しており、S状態と呼ばれる中間状態を経て酸化されることが明らかとなった。酸素分子のO-O結合は、マンガンが付加した酸素原子の間で形成される。

### 発見の歴史
ロウソクの燃焼により「傷ついた」空気が植物により「回復」するのをジョゼフ・プリーストリーが偶然発見したのは、18世紀末のことだった。彼はその後、植物による空気の「回復」は、マウスの生存に全く不都合ではないことを実験で示した。プリーストリーの実験はヤン・インゲンホウスによって追試され、空気の「回復」は、光と緑色植物が存在する時にのみ起きることが示された。
1796年にインゲンホウスは、光合成中に二酸化炭素が開裂して酸素が発生し、炭素は水と結合して炭化水素を形成すると提案した。この仮説は魅力的で合理的だったので長い間広く信じられてきたが後に誤りであることが証明された。スタンフォード大学の大学院生コーネリアス・ヴァン・ニールは、紅色硫黄細菌は炭素を還元して炭化水素にするが、酸素を放出する代わりに硫黄を蓄積することを発見した。彼は、硫黄細菌が硫化水素から硫黄原子を形成するアナログとして、植物は水から酸素を発生させていると提案した。1937年、植物は二酸化炭素が存在しなくても酸素を発生させるという発見から、この仮説は裏付けられた。この発見はロビン・ヒルによってなされたため、二酸化炭素の不存在下の光駆動酸素放出のことは「ヒル反応」と呼ばれた。光合成の際の酸素発生機構については、水から酸素分子への酸素の同位体の移動の追跡実験によって、さらに詳細に明らかになった。

## 人工的な酸素発生
酸素発生は、例えば水の電気分解による水素生産の副産物として起きる。酸素発生は産業的な水の電気分解の主目的ではないが、空気の再生のために酸素の発生が必要な状況では、生命維持に必須である。深海や外宇宙などの酸素が欠けている場所の人による探索では、地球の大気外からの酸素の確実な発生が不可欠となる。潜水艦や宇宙船では、生命維持装置の一部として、水または固体酸化物の電気分解か化学的酸素発生器が用いられている。他に、簡単に酸素を発生させられる反応例として、二酸化マンガンを触媒として、過酸化水素を急速に、水と酸素に分解させる方法などが知られている。